# غياث الدين بلبن ألغ خان
غياث الدين بلبن ألغ خان تاسع سلاطين مماليك الهند في سلطنة دلهي، حكم بهرام دلهي في الفترة (1266 - 1287)، كان بلبن ألغ خان من قواد إلتمش، وكان نائبا للسلطان في عهد سابقه، يطلق على بلبن ألغ خان ومن حكم من بعده بآل بلبن في دهلي (دلهي).

## الحكم
تولى غياث الدين بلبن سلطنة الهند سنة 644 هـ الموفق 1266، وهو يُعَدُّ السلطان المملوكي اللامع الثالث بعد كلٍ من قطب الدين أيبك والتتمش، فقد حكم عشرين سنة قضى فيها على الفتن التي قامت في أنحاء السلطنة شرقاً وغربا،ً ثم تعهد طرق المواصلات عبر الأدغال، واستغل خبرته الإدارية العالية في إقامة العدل بين الرعية وفي المحافظة على وحدة أراضي السلطنة بالقضاء على محاولات من كان يرغب بالانفصال عنها من حكام المقاطعات.

ذُكر في كتاب نزهة الخواطر: 
.

ويقول ابن بطوطة:
.
وقد حكم غياث الدين الهند حكما مقرونا بالحزم، مستخدما العنف مع العصاة الثائرين والمجرمين والمفسدين، فكان إداريًا قديرًا وحازمًا عادلًا، وفي نهاية حكمه مَرِضَ غياث الدين بلبن مرضًا شديدًا، وتوفي منه آخر سنة 685 هـ الموافق 1287، بعد أن أوصى بولاية العهد لحفيده كي خسرو ابن ابنه محمد الذي قتل في حروبه مع المغول، ولم يعهد لابنه بغراخان مع أنه ما زال حيًا، لشدة حبه لابنه محمد.